# Matteo Lodo
Matteo Lodo (Terracina, 25 de outubro de 1994) é um remador italiano, medalhista olímpico.

## Carreira
Lodo competiu nos Jogos Olímpicos de 2016, no Rio de Janeiro, onde conquistou a medalha de bronze com a equipe da Itália do quatro sem.